# Павильон Заседаний в Лувре
Павильон Заседаний (фр. Le Pavillon des Sessions) — примыкающей к Большой Галерее павильон Лувра. В настоящее время в павильоне находится «представительство» музея Бранли — созданная специально для Лувра экспозиция шедевров примитивного искусства, выбранных из коллекции музея Бранли.

## История павильона
Павильон был построен в 1861—1864 годах архитектором Лефюэлем. Предназначавшийся для приёма глав иностранных государств, павильон был назван «Павильоном Государств» (фр. Pavillon des Etats).
Внутреннее убранство павильона переделано в 1930-х годах — светлые залы большого объёма.
В 2000-х годах, к открытию в Лувре посольства музея Бранли, залы были перепланированы и оформлены архитектором и дизайнером Вильмоттом.

### Создание посольства музея Бранли
В 1990 году Жак Кершаш — галерист, путешественник, соавтор книги по африканскому искусству и комиссар выставки, посвящённой культуре таино в Большом дворце — публикует манифест «Чтобы шедевры всего мира рождались свободными и равными… Восьмой департамент Большого Лувра» (фр. Pour que les chefs-d'oeuvre du mondre entier naissent libres et égaux... la huitième section du Grand Louvre), в котором высказывает пожелание создать новый департамент Лувра, посвящённый примитивному искусству.
Несколько лет спустя президент Франции Жак Ширак принимает решение о создании и экспозиции в Лувре коллекции примитивного искусства. Жак Кершаш уполномочен отобрать шедевры для Лувра из коллекций государственных музеев — в первую очередь парижских Музея Человека и Музея искусств Африки и Океании, но также и в региональных музеях — Бордо и Булони. Помимо этого, коллекцию пополнили займы иностранных музеев, а также покупки, сделанные специально для Лувра.
Новые залы музея одновременно предвосхищают создание нового парижского музея, посвящённого примитивному искусству, и вписывают это искусство в контекст искусства, представленного в Лувре. Последнее было отдельно подчёркнуто в момент инаугурации залов: «Среди различных искусств нет никакой иерархии, точно так же, как нет иерархии среди разных народов» (фр. Il n'y a pas plus de hiérarchie entre les arts qu'il n'y a de hiérarchie entre les peuples).
В итоге было отобрано около 120 предметов. В основном, для большей простоты диалога с основной экспозицией Лувра, скульптуры.

## Выставленная коллекция

### 424-й зал — искусство Африки

Искусство Африки в 424-м зале Лувра
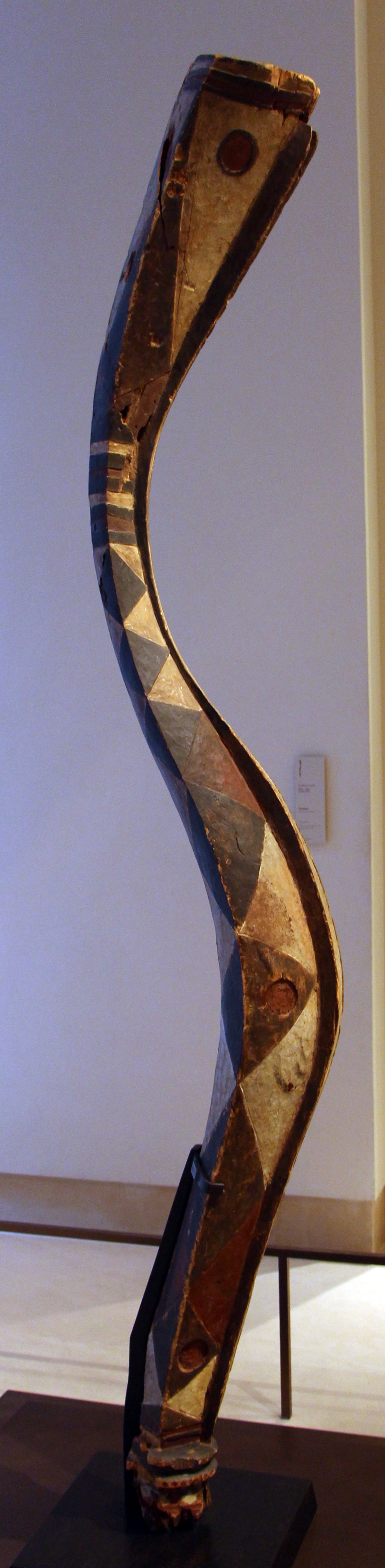
Змея налу
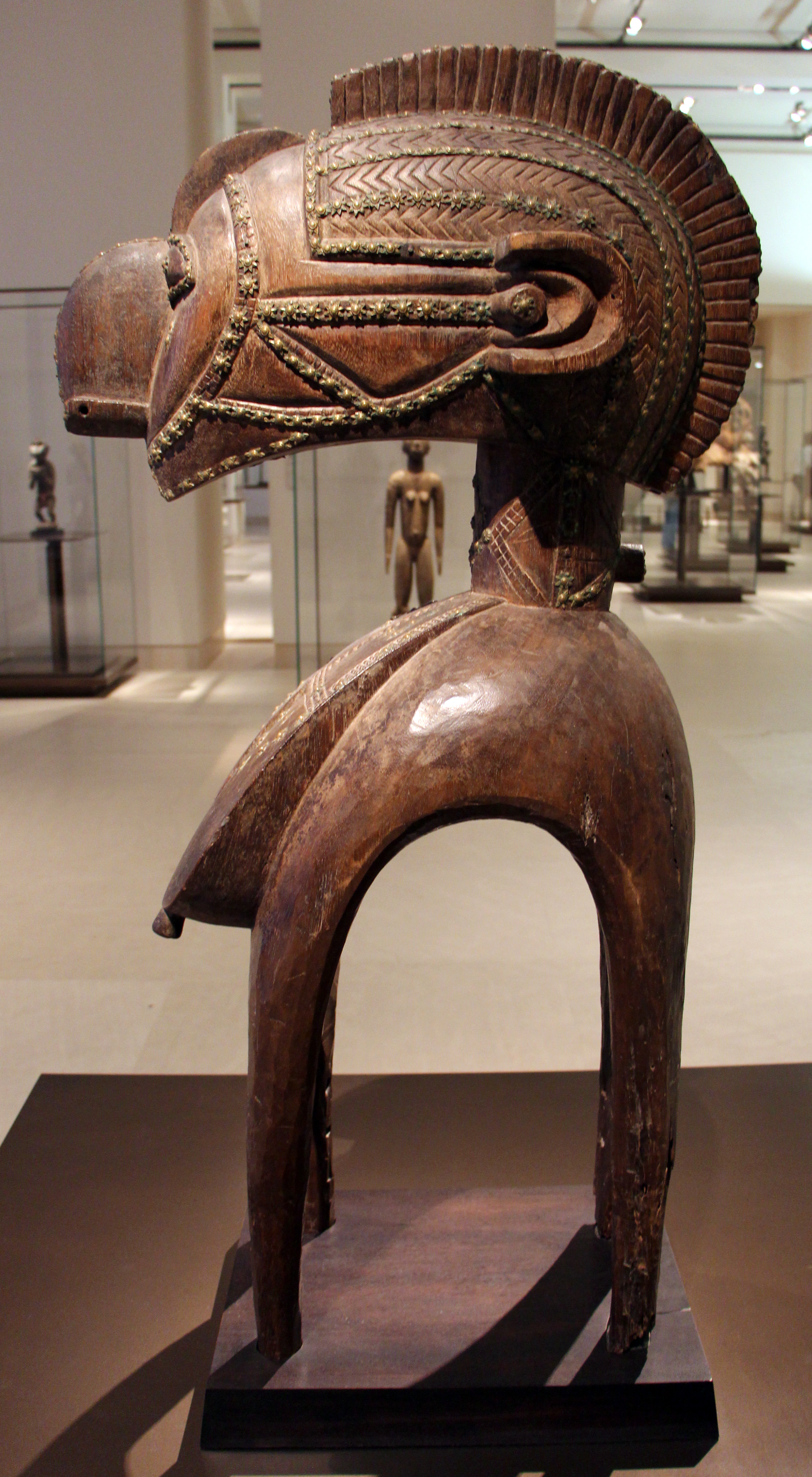
Маска бага
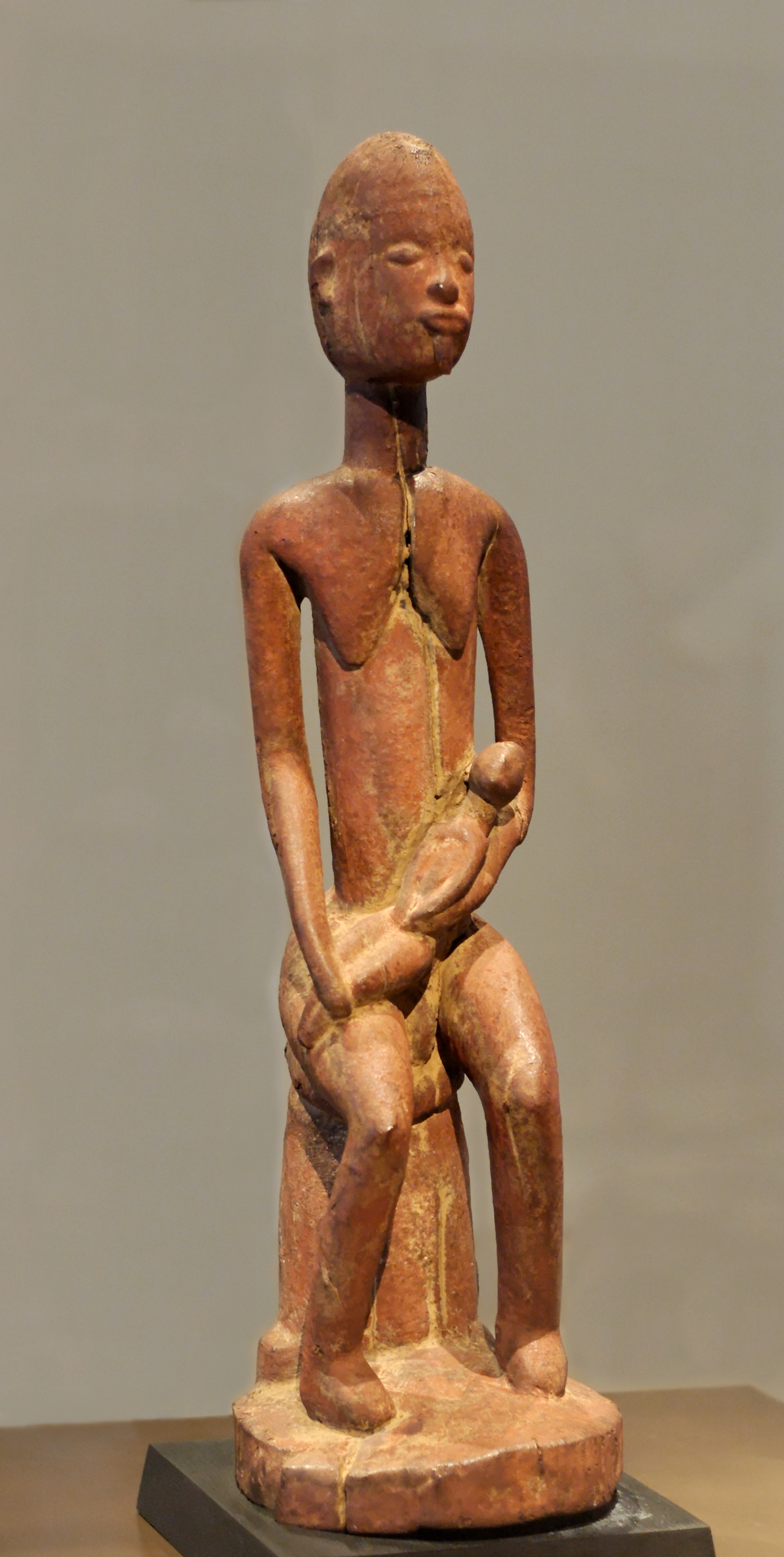
«Красное материнство» догонов

### 427-й зал — искусство Азии и Океании

Искусство Азии и Океании в 427-м зале Лувра
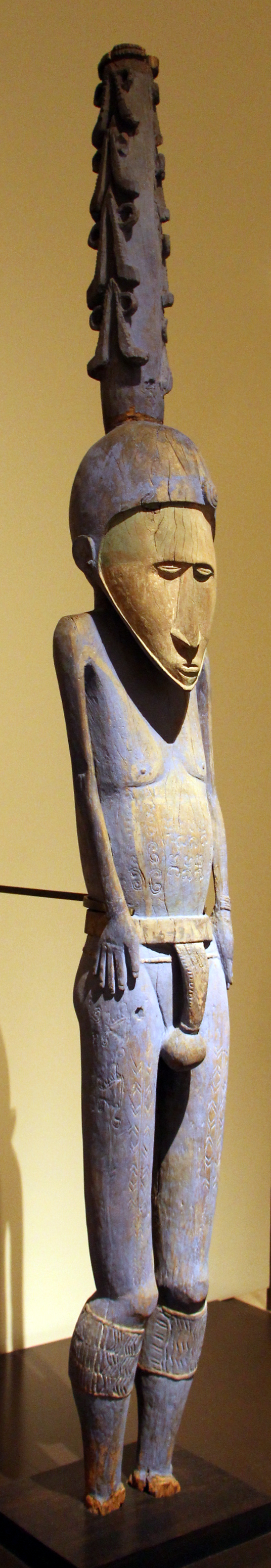
Скульптура Вануату

### 433-й зал — искусство Северной Америки

Искусство Северной Америки в 433-м зале Лувра
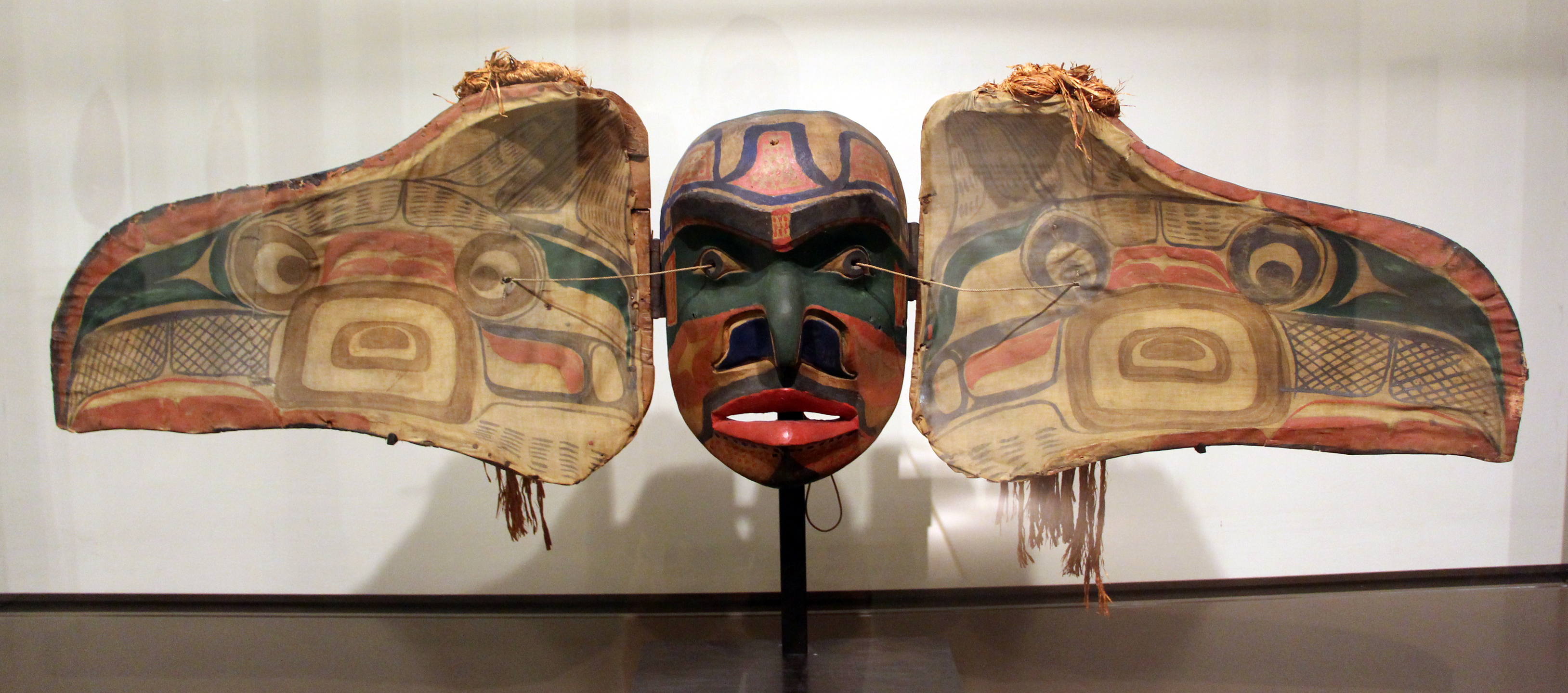
Маска-трансформер Квакиутл